# Dupljane (gmina Vladičin Han)
Dupljane (cyr. Дупљане) – wieś w Serbii, w okręgu pczyńskim, w gminie Vladičin Han. W 2011 roku liczyła 108 mieszkańców.